# تل رشمیجان
تل رشمیجان مربوط به دوره هخامنشی است و در شهرستان مرودشت، بخش مرکزی، دهستان کناره، شمال غرب روستای رشمیجان به طرف روستای کوشک واقع شده و این اثر در تاریخ ۳۰ بهمن ۱۳۸۶ با شمارهٔ ثبت ۲۰۹۱۶ به‌عنوان یکی از آثار ملی ایران به ثبت رسیده است.